# Dicliptera conformis
Dicliptera conformis är en akantusväxtart som beskrevs av Emery Clarence Leonard. Dicliptera conformis ingår i släktet Dicliptera och familjen akantusväxter. Inga underarter finns listade i Catalogue of Life.